# بوهلا
بوهلا (به آلمانی: Buhla) یک شهر در آلمان است که در Eichsfeld واقع شده‌است. بوهلا ۶۰۵ نفر جمعیت دارد.